# París-Niza 1952
La París-Niza 1952 fue la 10.ª edición de la París-Niza, que se disputó entre el 25 y el 30 de marzo de 1952. La carrera fue ganada por el francés Louison Bobet, del equipo Stella, por delante Donato Zampini (Benotto) y Raymond Impanis (Garin). El conjunto Stella se impuso en la clasificación por equipos.
Por primera vez en la historia de la prueba se hace una contrarreloj individual. La breve etapa de Arlés se le llama etapa-sprint, puesto que consta de dos sprints intermedios. El ganador de la etapa es el corredor con el menor tiempo al sumar el crono hecho en cada uno de los sprints intermedios y en la línea de meta.
El maillot continúa siendo amarillo a pesar de las quejas de la Federación Francesa de Ciclismo que quiere que aquel color sea exclusivo del Tour de Francia. Los periodistas para evitar líos hablan del maillot limón.

## Participantes
En esta edición de la París-Niza toman parte 131 corredores. Dieciséis individuales y 115 corredores divididos en 17 equipos: Bertin, Route de France, Terrot, Stella, La Perle, Benotto, Arligue, Alcyon, Colomb, Dilecta, Delangle, France-Sport, Gitane-Hutchinson, Garin, Metropole, Vietto y Vanoli. La prueba la acabaron 38 corredores.
El equipo Route de France está formado por los mejores amateurs que disputan la prueba homónima. Su líder es Raphaël Géminiani.

## Resultados de las etapas
| Etapas               | Fecha       | Recorrido                | Km       | Vencedor de etapa | Líder de la general |
| -------------------- | ----------- | ------------------------ | -------- | ----------------- | ------------------- |
| 1ª etapa             | 25 de marzo | París-Pougues-las-Eaux   | 220,5 km | André Darrigade   | André Darrigade     |
| 2ª etapa             | 26 de marzo | Pougues-las-Eaux-Annonay | 292 km   | Louison Bobet     | Louison Bobet       |
| 3ª etapa, 1º sector  | 27 de marzo | Annonay-Vergèze          | 216 km   | Louison Bobet     | Louison Bobet       |
| 3ª etapa, 2.º sector | 27 de marzo | Vergèze-Arles            | 48.5 km  | Raymond Impanis   | Louison Bobet       |
| 4ª etapa             | 28 de marzo | Arles-Antibes            | 251 km   | Albert Dolhats    | Louison Bobet       |
| 5ª etapa             | 29 de marzo | Antibes-Grasse (CRI)     | 57 km    | Louison Bobet     | Louison Bobet       |
| 6ª etapa             | 30 de marzo | Grasse-Niza              | 175 km   | Louison Bobet     | Louison Bobet       |

## Etapas

### 1ª etapa
25-03-1952. París-Pougues-las-Eaux, 220,5 km.
Salida real: Velódromo de la Croix-de-Benny a Antony. El campeón del mundo Ferdi Kübler abandona durante la etapa.
|   | Ciclista        | Equipo   | Tiempo     |
| - | --------------- | -------- | ---------- |
| 1 | André Darrigade | La Perle | 5h 59' 16" |
| 2 | Jacques Dupont  | Dilecta  | m. t.      |
| 3 | Guy Lapébie     | Delangle | m. t.      |

### 2ª etapa
26-03-1952. Pougues-las-Eaux-Annonay, 292 km.
|   | Ciclista         | Equipo  | Tiempo     |
| - | ---------------- | ------- | ---------- |
| 1 | Louison Bobet    | Stella  | 8h 49' 43" |
| 2 | Donato Zampini   | Benotto | m. t.      |
| 3 | Lucien Teisseire | Vanoli  | + 1' 44"   |

### 3ª etapa, 1º sector
27-03-1952. Annonay-Vergèze, 216 km.
Raphaël Géminiani no toma la salida por culpa de unas úlceras provocadas por unas malas condiciones de alojamiento.
|   | Ciclista       | Equipo            | Tiempo     |
| - | -------------- | ----------------- | ---------- |
| 1 | Louison Bobet  | Stella            | 5h 07' 49" |
| 2 | Félix Bermudez | Metropole         | m. t.      |
| 3 | Roger Decock   | Gitane-Hutchinson | m. t.      |

### 3ª etapa, 2.º sector
27-03-1952. Vergèze-Arles, 48.5 km.
|   | Ciclista        | Equipo            | Tiempo  |
| - | --------------- | ----------------- | ------- |
| 1 | Raymond Impanis | Garin             | 59' 53" |
| 2 | Félix Bermúdez  | Metropole         | m. t.   |
| 3 | Georges Gilles  | Gitane-Hutchinson | m. t.   |

### 4ª etapa
28-03-1952. Arles-Antibes, 251 km.
La etapa se alarga sin ninguna explicación conocida más de 20 km. Bobet acusa esta prolongación pero salva el liderazgo.
|   | Ciclista       | Equipo            | Tiempo     |
| - | -------------- | ----------------- | ---------- |
| 1 | Albert Dolhats | La Perle          | 8h 42' 29" |
| 2 | Georges Decaux | Gitane-Hutchinson | m. t.      |
| 3 | Guido de Santi | Benotto           | m. t.      |

### 5ª etapa
29-03-1952. Antibes-Grasse, 57 km. (CRI)
Bobet no lleva el maillot de líder por cuestiones publicitarias. Hace la prueba con el maillot de campeón de Francia. El público paga entrada.
|   | Ciclista        | Equipo | Tiempo     |
| - | --------------- | ------ | ---------- |
| 1 | Louison Bobet   | Stella | 1h 47' 56" |
| 2 | Pierre Barbotin | Stella | + 1' 07"   |
| 3 | Raymond Impanis | Garin  | + 2' 40"   |

### 6ª etapa
30-03-1952. Grasse-Niza, 175 km.
Llegada situada al Paseo de los Ingleses.
|   | Ciclista        | Equipo          | Tiempo     |
| - | --------------- | --------------- | ---------- |
| 1 | Louison Bobet   | Stella          | 5h 04' 20" |
| 2 | Raymond Impanis | Garin           | m. t.      |
| 3 | Jacques Vivier  | Route de France | m. t.      |

## Clasificaciones finales

### Clasificación general[2]
|    | Ciclista         | Equipo            | Tiempo      |
| -- | ---------------- | ----------------- | ----------- |
| 1  | Louison Bobet    | Stella            | 36h 35' 24" |
| 2  | Donato Zampini   | Benotto           | + 4' 18"    |
| 3  | Raymond Impanis  | Garin             | + 5' 52"    |
| 4  | Jean Dotto       | France-Sport      | + 7' 25"    |
| 5  | Désiré Keteleer  | Garin             | + 11' 31"   |
| 6  | Lucien Teisseire | Vanoli            | + 15' 00"   |
| 7  | Pierre Barbotin  | Stella            | + 15' 40"   |
| 8  | Antonin Rolland  | Terrot            | + 15' 40"   |
| 9  | Georges Decaux   | Gitane-Hutchinson | + 16' 56"   |
| 10 | Albert Dolhats   | La Perle          | + 18' 12"   |

## Evolución de las clasificaciones
| Etapa(Vencedor)                       | Clasificación general |
| ------------------------------------- | --------------------- |
| Etapa 1 (André Darrigade)             | André Darrigade       |
| Etapa 2 (Louison Bobet)               | Louison Bobet         |
| Etapa 3, 1º sector (Louison Bobet)    | Louison Bobet         |
| Etapa 3, 2.º sector (Raymond Impanis) | Louison Bobet         |
| Etapa 4 (Albert Dolhats)              | Louison Bobet         |
| Etapa 5 (Louison Bobet)               | Louison Bobet         |
| Etapa 6 (Louison Bobet)               | Louison Bobet         |